# Brympton
Brympton è un villaggio con status di parrocchia civile nel South Somerset, in Inghilterra.